# Augure
Augure is een internationale dramafilm uit 2023, geregisseerd door Baloji in zijn langspeelfilm-regiedebuut. De internationale naam van de film is Omen.

## Verhaal
De Congolese Koffi werd in zijn jeugd verstoten door zijn moeder omdat hij een zogenoemde "zabolo", Swahili voor kwaadaardige tovenaar, zou zijn. Nu keert hij vanuit Europa terug naar Congo om, samen met zijn blanke zwangere vriendin, zijn familie te bezoeken. Hartelijk loopt het bezoek niet omdat de oeroude rituelen en het hardnekkige bijgeloof van de lokale stammen Koffi blijven achtervolgen.

## Rolverdeling
| Acteur              | Personage              |
| ------------------- | ---------------------- |
| Marc Zinga          | Koffi                  |
| Lucie Debay         | Alice, vrouw van Koffi |
| Eliane Umuhire      | Tshala                 |
| Yves-Marina Gnahoua | Mama Mujila            |

## Productie
De hoofdregisseur en scenarist is de Belgisch-Congolese Baloji Tshiani, ook gekend als muziekartiest van onder meer Starflam. Producent is Wrong Men. Het productiebudget was 1 miljoen euro. De film kreeg financiële steun van onder andere de VRT, de RTBF, het Centre du cinéma de la Fédération Wallonie-Bruxelles, screen.brussels, het Nederlands Audiovisueel Fonds en de Federale Belastingdienst. De opnames duurden 23 dagen en vonden plaats op 18 verschillende locaties. Augure komt op 15 november 2023 uit in de Belgische bioscopen en wordt daarna internationaal gedistribueerd.

## Release
De film ging in première op 22 mei 2023 op het Filmfestival van Cannes.

## Filmprijzen
- Cannes Filmfestival 2023: "New voice"-filmprijs, nevencompetitie Un certain regard
- Filmfest München: winnaar competitie CineRebels
- Durban International Film Festival (Zuid-Afrika): beste Afrikaanse film
- Festival du film francophone d'Angoulême: beste regisseur

Augure is de Belgische inzending voor de Oscars, die op 10 maart 2024 uitgereikt worden.

## Trivia
- Van 21 oktober 2023 tot 16 juni 2024 loopt de tentoonstelling Baloji Augurism in de Antwerpse MOMU-galerie. De tentoonstelling is geïnspireerd op de traditionele Afrikaanse kostuums die regisseur Baloji, samen met Elke Hoste, voor zijn film ontworpen had.[2]